# 多眼點歧鬚鮠
多眼點歧鬚鮠，為輻鰭魚綱鯰形目倒立鯰科的其中一種，為熱帶淡水魚，分布於非洲剛果民主共和國Luapula-Moero河流域，體長可達24.5公分，棲息在底中層水域，生活習性不明。